# Canal 46 (Ciudad de México)
El Canal 46 de la banda de UHF en el área del Valle de México, concesionado a Cablevisión México (hoy conocido como izzi Telecom), operaba bajo el esquema especial de "televisión abierta restringida"; al ser considerado un canal de televisión de paga, no se le asignó un distintivo (siglas/indicativo). Inició con transmisiones de prueba en 1988 e inició transmisiones regulares desde el año 2001. Dejó de transmitir el 13 de diciembre de 2016.

## Inicios
Hasta la década de 1980, el servicio de televisión de paga, Cablevisión, en la Ciudad de México, había operado únicamente utilizando una red de cable que se limitaba a ciertas colonias en la ciudad y área metropolitana del Valle de México, consideradas socialmente de clase media alta (Colonia Roma, Lomas de Chapultepec, Napóles, Cuauhtémoc, Polanco, Pedregal, Ciudad Satélite, Del Valle y San Ángel). Por el contrario, MVS Multivisión (sistema de televisión de paga vía microondas en el sistema MMDS lanzada en 1989), ofrecía de manera inmediata una cobertura casi completa en el Valle de México.
Grupo Televisa, comenzó en 1988 a transmitir señales codificadas por canales de UHF de manera experimental, posiblemente para competir con MVS utilizando señales de televisión abierta como se habían utilizado en Estados Unidos desde la década de los 70 en servicios como ONTV o SelecTV. Estos canales (presumiblemente 36, 38 y 42 y, obviamente, 46 y 52) transmitían las señales de Cablevisión que retransmitían a las cuatro cadenas de TV abierta de Estados Unidos (ABC, NBC, CBS y PBS) y el extinto canal de noticias ECO.

## Autorización y conflictos
En abril de 1994, la SCT decidió otorgarle a Cablevisión la autorización para operar canales de UHF para ofrecer servicios de TV de paga por "vía aérea". MVS inició una batalla legal ante la decisión que consideró ilegal, principalmente porque afectaba negativamente al servicio de Multivisión, la cual gozaba en ese momento de mucho éxito y gran expansión. La concesión de los canales 46 y 52 fue finalmente otorgada a Cablevisión en el año 2000, ante lo cual, MVS se amparó. En 2001, Cablevisión y MVS llegaron a acuerdos para que MVS operara el 52 a cambio de que se retirara el amparo y, finalmente el 15 de noviembre de 2004, Cablevisión cedió a MVS la concesión del Canal 52, manteniendo los canales su carácter de TV abierta restringida.

## zoom.tv
En junio de 2001, Argos Comunicación y Cablevisión celebraron la firma de un acuerdo para que Argos difundiera por el canal 46, la señal y contenidos del portal de internet zoom.tv, el cual había comenzado el 9 de mayo del mismo año con programación variada, principalmente enfocada hacia los jóvenes, aunque se planeaba que la carta fuerte del canal serían las series drámaticas o telenovelas, con las cuales Argos ya gozaba de prestigio con producciones como Mirada de Mujer, la cual fue emitida en los inicios de Televisión Azteca con gran éxito.
Sin embargo, el proyecto de TV abierta restringida no demostraba ser un modelo viable de negocio al ser poco atractivo para los consumidores que ya contaban con proveedores de servicios de TV de paga con gran calidad de transmisión (digital vs. analógica) y oferta de canales (26 en promedio vs. 2) por lo que el lanzamiento de zoom.tv en el canal 46 se retrasaba constantemente hasta que finalmente alrededor del año 2005, el proyecto fue abandonado por completo.

## Última etapa
A partir del año 2000, Cablevisión/izzi operó de manera regular el canal, manteniendo siempre la señal codificada. Durante el período en el que se esperaba el lanzamiento del fallido zoom.tv, se transmitió la señal del extinto canal de comedia Ponchivisión del comediante mexicano Andrés Bustamante durante más de 1 año (2002-2003). También se llegaron a transmitir brevemente las señales de canales de películas como Cinema Golden Choice y otros canales de Televisa Networks.

Posteriormente y hasta el final de sus transmisiones, se emitió un canal de servicio para Cablevisión/izzi el cual consistió en anuncios para los suscriptores del servicio de TV de paga en los cuales se mostró información para contratación, formas de pago, servicios adicionales, nuevos canales y películas y eventos de Pago Por Evento o bajo demanda. Brevemente, durante casi todo el mes de julio de 2016, la señal sólo presentó las barras de color SMPTE sin tono de prueba pero manteniendo la codificación de video. A partir del 29 de julio, volvió a su programación habitual.
Cablevisión no solicitó la prórroga de la concesión a tiempo en 2010, por lo que esta fue negada. Por el contrario, el canal 52 de MVS si logró su refrendo y continuó operando en el 51 de TDT, manteniendo su carácter de canal de televisión restringida.
A pesar de que no era un canal de baja potencia, hasta diciembre de 2016, siguió en operaciones y fue el único canal de televisión de recepción por aire que se sintonizaba de manera analógica en el Valle de México después del apagón analógico del 17 de diciembre de 2015. El canal salió del aire el 13 de diciembre de 2016, a unas semanas del apagón analógico para las estaciones de baja potencia en México.